# Dacora Kamerawerk

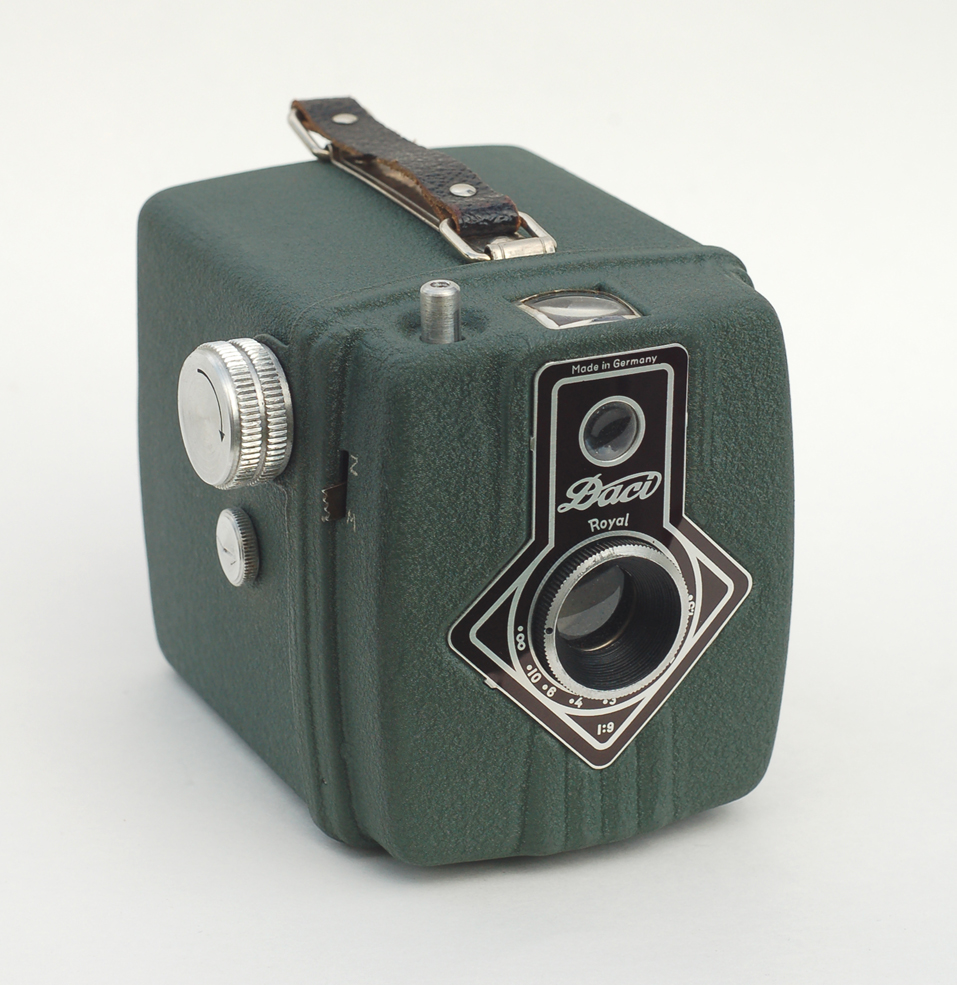
Le Dacora Daci Royal.

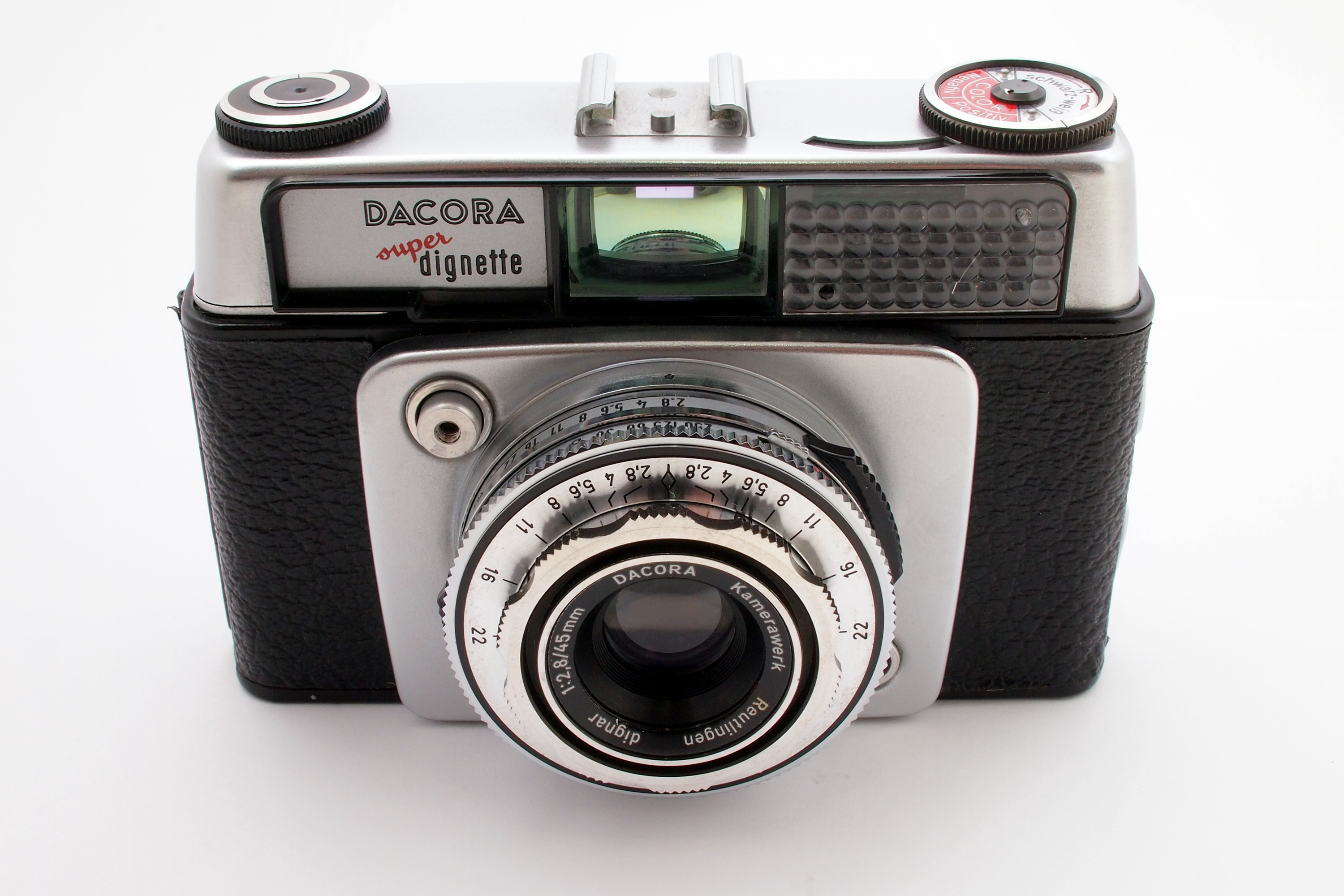
Dacora Dacora Super Dignette.

Dacora est un fabricant allemand d'appareils photographiques.
La société Dacora Kamerawerk a été fondée par Bernard Dangelmaier en 1946. Elle cessa son activité en 1972. Elle fut basée à Reutlingen et Munich.
Les modèles produits furent par exemple le Daci, le Dignette, le Super-Dignette.
Dacora produisit des appareils qui furent commercialisés au Royaume-Uni sous la marque Ilford entre 1959 et 1969. Les modèles produits sont par exemple le Ilford Sportsman (film de format 135) et le Ilford Sporti (film de format 120 ou 127).